# Chlorování vody

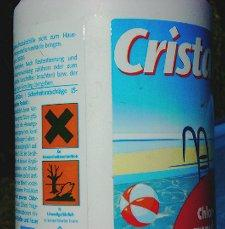
Přípravek pro chlorování vody v bazénu

Chlorování vody (též chlorace vody) je proces, kdy se přidává elementární chlor nebo jeho sloučeniny do vody za účelem jejího čištění, aby byla vhodná ke konzumaci člověkem jako pitná voda nebo pro její rekreační využití v bazénech. Jedná se o proces, který umožňuje účinně předcházet šíření infekčních nemocí vodou.
Chlorování vody ve veřejných zdrojích se zprvu setkalo s odporem, protože se lidé obávali zdravotních účinků tohoto postupu. Používáním chloru se však výrazně snížilo rozšíření vodou přenosných infekčních nemocí, protože je účinný proti téměř všem bakteriím, virům a amébám.
Chlorování se používá i u vody v bazénech a v rámci dezinfekční fáze čištění odpadních vod.
Šoková chlorace je proces používaný u mnoha bazénů, studní, pramenů a jiných zdrojů vody, s cílem snížit bakteriální a řasová rezidua ve vodě. Šoková chlorace se provádí například větším množstvím chlornanu sodného, který může být ve formě prášku nebo jako kapalina (chlorové bělidlo). Po šokové chloraci nelze vodu pít ani v ní plavat, dokud koncentrace neklesne na 3 ppm nebo méně.

## Chemie ve vodě
Přidá-li se do vody chlor, reaguje s ní za vzniku rovnovážné směsi chloru, kyseliny chlorné a kyseliny chlorovodíkové (poměr závisí na pH):
Cl2 + H2O → HClO + HCl
Podle hodnoty pH kyselina chlorná částečně disociuje na vodíkové a chlornanové ionty:
HClO → H+ + ClO−
V kyselých roztocích převažují Cl2 a HClO, kdežto v zásaditých jsou přítomny prakticky pouze ClO−. Ve velmi nízkých koncentracích se vyskytují také ionty ClO2−, ClO3− a ClO4−.

## Historie
Maidstone bylo roku 1897 první město, které mělo dodávky vody plně chlorované. První chlorování vody na našem území bylo v roce 1924 v Braníku.
Na našem území se v roce 1928 pro povrchové zdroje vody používalo chlorování v koncentraci maximálně 1 ppm. V 50. letech byla maximální koncentrace u spotřebitele stanovena na 0,2 ppm. Nyní je mezní hodnota pro volný chlor 0,3 ppm (0,3 mg/l = 0,3 g/m3).

## Nevýhody
Dezinfekce chlorováním může být za určitých okolností problematická. Chlor reaguje s organickými sloučeninami přirozeně se vyskytujícími ve vodě, přičemž vznikají látky známé jako „vedlejší produkty dezinfekce“ (DBP, disinfecion byproducts). Většinu z nich tvoří trihalogenmethany (THM) a halogenoctové kyseliny (HAA). Vzhledem k potenciální karcinogenitě těchto sloučenin vyžadují předpisy zemí vyspělého světa, aby byly koncentrace těchto látek v distribučních systémech pitné vody monitorovány. Světová zdravotnická organizace však tvrdí, že „zdravotní rizika plynoucí z DBP jsou v porovnání s nedostatečnou dezinfekcí extrémně nízká“. Chlorování vody ani neovlivňuje střevní mikroflóru.
Existují také obavy ohledně samotného chloru, včetně toho, že je těkavý a příliš rychle uniká z vodního systému. Další nevýhody plynou ze smyslových vlastností chlorované vody, tedy pachu a chuti.

## Alternativy
Chlor ve vodě je více než třikrát účinnější dezinficiens proti bakterii Escherichia coli než ekvivalentní koncentrace bromu a více než šestkrát účinnější než ekvivalentní koncentrace jodu.
Existují různé alternativy k tradiční chloraci, některé byly v různé míře uvedeny do praxe. V řadě evropských zemí a některých městech USA se používá ozon. Vzhledem k současným regulacím musí americké systémy využívající ozonizaci udržovat podobnou zbytkovou úroveň chloru jako systémy bez ozonizace.
Stále častěji se také využívá dezinfekce pomocí chloraminu. Oproti chloru má chloramin v distribučním systému delší poločas a proto déle udržuje účinnou ochranu proti patogenům. Důvodem je, že chloraminy mají proti chloru nižší redoxní potenciál. Zatímco Helicobacter pylori je vůči chloru několikrát odolnější než Escherichia coli, oba organismy jsou srovnatelně citlivé na dezinfekční účinek chloraminu.
Voda ošetřená filtrací nemusí už vyžadovat další dezinfekci. Velmi vysoký podíl patogenů je odstraněn mikroorganismy ve filtrační vrstvě. Filtrovaná voda se musí použít brzy poté, co byla přefiltrována, protože se malé množství zbývajících mikrobů během času pomnoží.
Výhodou chloru v porovnání s ozonem je, že zbytkové množství přetrvává ve vodě po delší čas. To umožňuje chloru cestovat vodovodním systémem a účinně bránit patogenům v kontaminaci zpětným tokem. V rozsáhlých systémech to nemusí stačit, proto lze v určitých bodech systému zvyšovat hladinu chloru, nebo lze použít chloramin, který ve vodě zůstává déle, než se zreaguje nebo rozptýlí.
K dezinfekci vody se používá také stříbro.
Další metodou, která získává popularitu, je dezinfekce ultrafialovým zářením. Nezanechává ve vodě žádná rezidua, protože se místo chemických prostředků používá záření. Tato metoda však samotná (podobně jako samotné chlorování) neodstraní z vody bakteriální toxiny, pesticidy, těžké kovy apod. Často se proto používá k čištění vody více kroků.